# 颱風洛克 (2011年)
颱風洛克（英語：Typhoon Roke，聯合颱風警報中心：18W，國際編號：1115，菲律賓大氣地球物理和天文管理局：Onyok）為2011年太平洋颱風季第15個被命名的風暴，第10個強烈熱帶風暴和第6個颱風，亦是該年第27個由日本氣象廳監控的熱帶氣旋。「洛克」一名乃由美國提供，是查摩洛男人的名字，值得一提的是，6個月前宮城縣近海發生了9.0的大地震，引發了巨大的災害，此次洛克帶來的影響無疑是雪上加霜。。
洛克是一个强大且生命长久的热带气旋，和早前的另一个热带气旋一同影响日本，为日本带来了暴雨和狂风。

## 發展過程
9月8日，联合台风警报中心开始监控在关岛阿加尼亚东北大约935公里的一个熱帶擾動。该热带扰动有着杂乱无章的对流。卫星图像显示，该热带扰动有着一个发展中的低层环流中心。同日该热带扰动开始发展，并且沿着副热带高压脊的西南侧逐渐向西移动。9月9日，该系统受副热带高压脊的影响继续向西移动。同日，日本氣象廳的报告显示该热带扰动已经发展成一个热带低气压。系统在第二天联合台风警报中心认为它增强为热带低气压前巩固了它的低层环流中心，并继续向西移动。
9月10日，该热带低气压在西移的过程中持续增强，联合台风警报中心对其发出熱帶氣旋形成警報。9月11日，随着其底层环流中心持续巩固，联合台风警报中心升格其为热带低气压18W。随着该热带低气压进入菲律宾大气地球物理和天文管理局的責任范围，菲律宾大气地球物理和天文管理局给予该热带低气压菲律宾本地名字「Onyok」。但该低气压如同热带风暴玫瑰，仅6小时就離開了菲律宾大气地球物理和天文管理局的責任範圍。之后，联合台风警报中心报告称，洛克的中心最少有多兩個關聯的渦旋，产生藤原效应。9月13日，该热带低气压受益于良好的水温以及低垂直风切变，被日本气象厅升格为热带风暴，并命名为「洛克」。
9月14日，一道位於系统西侧大約5经度的热带对流层上部槽（TUTT）带来的强烈下沉气流的影响，系统转趋减弱，被联合台风警报中心降格为热带低气压，底层环流中心严重外露，对流散尽。不过，依旧得益于良好大气环境的洛克重新开始增强，联合台风警报中心也再次升格其为热带风暴。9月16日，原本一度外露的底层环流中心重新被深对流覆盖，虽然底层环流中心温度偏低，不过洛克仍是一个拥有暖心结构的热带气旋，联合台风警报中心认为洛克有可能被锋面侵入而转化为一个亞熱帶氣旋。 隨著洛克繼續朝西北偏西方向移動，洛克的速度開始下降到每小時3.7公里，受乾空氣影響，洛克的對流幾乎散盡，且底層環流中心外露。不過受中層暖距平異常影響，洛克遲遲沒有轉化為亞熱帶氣旋。此時洛克轉向西南，雖然對流沒有顯著增強，但是其鞏固了底層環流中心，令原本具有季風低壓特性的弱底層環流中心更加強大和具有組織性。此時熱帶對流層上部槽開始減弱，並且從ASCAT風場掃描顯示的結果中可以看出洛克正在加強，聯合颱風警報中心也取消了之前認爲洛克會轉化為亞熱帶氣旋的判斷。
9月17日，聯合颱風警报中心報告稱洛克開始在中心的深對流區構建一個細小的風眼，且在西南側發展出強烈而巨大的螺旋雨帶。此時，洛克位于嘉手纳空军基地以東大約310公里。由於該地風速開始超過每小時110公里，因此，日本氣象廳將其升格為強烈熱帶風暴。但是，洛克開始受到中緯度西風帶的影響，東北象限遭到拉扯而變長，不過這並沒有持續太久，洛克很快又開發出了良好的赤道方向流出通道，並繼續增強。之後，洛克受益於良好的海溫和較低的垂直風切變，洛克開始出現快速增強，聯合颱風警報中心升格其為一級颱風，1分鐘平均風速每小時130公里。在聯合颱風警報中心此後的報告中顯示，洛克出現「爆發性增強」，是一種比快速增強較極端的情況，中心氣壓在爆發性增強的每個小時裏下降了2.5毫巴，並持續最少12小時。在此期間洛克打開了一個直徑19公里的風眼，且打開了良好的極地方向流出通道。協調世界時9月21日上午5時（日本標準時間下午2時），洛克在日本靜岡縣濱松市登陸。
之後，洛克開始減弱，其雲頂溫度開始上升，風眼直徑開始縮小。但是其仍保持著不錯的極地方向流出，從而在迅速減弱過程中保持了不錯的形態。雖然洛克的最高強度已經過去，但是其仍有較強的實力以至於對日本造成巨大威脅。當洛克集結在神奈川縣橫須賀市西南大約610公里時，洛克加速至每小時30公里的速度向東北移動，而聯合颱風警报中心把洛克下調至相當於三級颱風，1分鐘平均風速每小時190公里。此時洛克遭到斜壓位能入侵，開始溫帶氣旋轉化過程。此時陸地的摩擦也導致洛克強度急跌至一級颱風下限，1分鐘平均風速每小時130公里。6小時後，洛克繼續減弱，並加速至每小時57公里的速度向東北移動，對流急劇消散且被強烈垂直風切變切至底層環流中心之東北側。最後，聯合颱風警報中心發出最後警報，因爲洛克已經轉化為一股溫帶氣旋。

## 影響

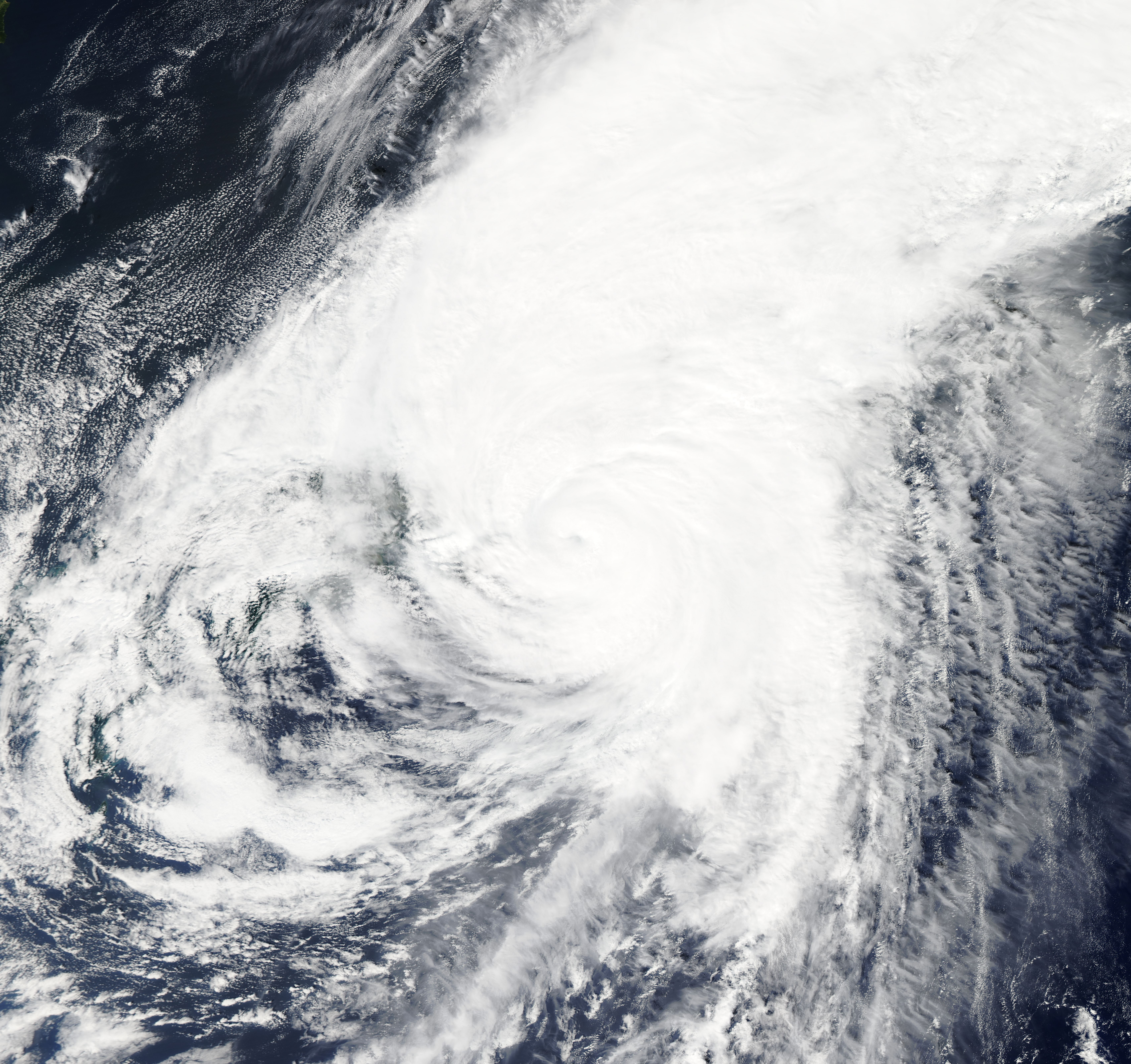
颱風洛克於9月21日影響日本，正轉化為溫帶氣旋

洛克在9月21日13时于静冈县滨松市登陆，几乎掠过整个本州岛东部地区，为日本带来了猛烈的降水天气。仅本次一次的降水天气就刷新了日本部分地区9月全月降水量两倍有余。同时，洛克为日本沿岸带来了强烈的风暴潮，在静冈县南伊豆町测得最大10.63米高的巨大波高。根据日本消防白皮书提供之数据，洛克在日本导致19人死亡，1人失踪，425人受伤。
洛克在静冈县登陆后受西风槽拉扯持续向东北方向移动，掠过关东地区，关东地区多个测站刷新各项记录其中有20个测站打破历史最大风速，14个测站打破最大单日降水量，1个测站打破最大单日降水量。在关东地区，洛克造成6人死亡，174人受伤。
| 最低气压     | 最低气压      | 最大风速     | 最大风速            | 最大总计降水量 | 最大总计降水量 |
| 测站         | 气压值（HPa） | 测站         | 最大瞬间风速（M/H） | 测站           | 降水量（mm）   |
| ------------ | ------------- | ------------ | ------------------- | -------------- | -------------- |
| 静冈县滨松   | 949.2         | 静冈县御前崎 | 45.1                | 静冈县梅岛     | 554.0          |
| 爱知县伊良湖 | 964.7         | 东京都大岛   | 42.1                | 岐阜县多治見   | 496.0          |
| 静冈县静冈   | 966.5         | 静冈县石廊崎 | 40.0                | 山梨县山中     | 487.5          |
| 静冈县御前崎 | 969.2         | 静冈县滨松   | 36.8                | 静冈县井川     | 475.5          |
| 长野县饭田   | 971.5         | 东京都东京   | 36.0                | 山梨县古关     | 466.0          |
| 三重县尾鷲   | 971.7         | 千叶县千叶   | 35.4                | 三重县宫川     | 465.0          |

### 日本東北地區
洛克加速向東北方向移動后，強度迅速減弱但形態仍然保持且為東北地區帶來了暴雨天氣。其中以宮城縣的牡鹿半島為甚，宮城縣和福島縣的其他地區也出現了持續的強降雨天氣。
值得一提的是，6個月前宮城縣近海發生了9.0的大地震，引發了巨大的災害，此次洛克帶來的影響無疑是雪上加霜。
| 測站         | 降水量（mm） |
| ------------ | ------------ |
| 石卷市雄勝   | 532.5        |
| 女川町女川   | 452.5        |
| 名取市名取   | 332.0        |
| 大崎市鹿島台 | 331.0        |
| 仙台市仙台   | 318.0        |

- 注意：降水計算時間為9月20日01時--9月22日07時，僅限于宮城縣。

## 外部連結
- （英文）http://www.usno.navy.mil/JTWC/ （页面存档备份，存于） 聯合颱風警報中心首頁
- （繁體中文）http://www.cwb.gov.tw/ （页面存档备份，存于） 中央氣象局首頁
- （日語）http://www.jma.go.jp/jma/index.html （页面存档备份，存于） 日本氣象廳首頁
- （繁體中文）http://www.hko.gov.hk/ （页面存档备份，存于） 香港天文台首頁
- （繁體中文）http://www.smg.gov.mo/ （页面存档备份，存于） 澳門地球物理暨氣象局首頁